# Orša
Orša (blr. i rus. О́рша) - grad na sjeveroistoku Bjelorusije. Nalazi se na rijeci Dnjepar, oko 80 kilometara od Vitebska. Po podacima iz 2009. Orša ima oko 139 tisuća stanovnika.
Orša se prvi put spominje 1067. kao Rša (ruski: Рша), što je čini jednim od najstarijih gradova u Bjelorusiji. Naselje je dobilo ime po rijeci, koja se izvorno i zove Rša.  Godine 1320., Orša je postala dio Velikog Vojvodstva Litve. Ubrzo je sagrađen dvorac u Orši. Dana, 8. rujna 1514., dogodila se Bitka kod Orše, između Velikog Vojvodstva Litve, Kraljevine Poljske i Rusije. Rusi su pretrpjeli značajan poraz, međutim Velika Kneževina Litva kao pobjednik nije u potpunosti iskoristila svoju pobjedu.
Od 16. na 18. stoljeća, Orša je značajno vjersko središte, s desecima pravoslavnih, protestantskih i katoličkih crkvi. U gradu je bilo brojno židovsko pučanstvo.
Godine 1630., otvorena je prva tiskara. Grad je oštećen za vrijeme rusko-poljskog rata (1654. – 1667.), koji je bio katastrofa za Veliko Vojvodstvo Litve. Grad je preuzelo Rusko Carstvo 1772.
Pod ruskom vlašću, bila je lišena svojih prava iz Magdeburga 1776. i doživjela je kulturni i gospodarski pad. 
Tijekom Napoleonove invazije, francuski pisac Stendhal služio je u Orši kao intendant. Godine 1812., grad je teško stradao u vrijeme Napoleonove invazije. 
Tijekom Prvog svjetskog rata, grad su okupirali Nijemci 1918. Od 2. veljače 1919., Orša je postala dio Rusije. Nakon stvaranja Sovjetskog Saveza, dio je Bjeloruske SSR od 1924.
Prije Drugog svjetskog rata bilo je oko 37,000 stanovnika. Grad je okupirala nacistička Njemačka 16. srpnja 1941. Ubijeno je oko 19,000 ljudi. Sovjetski gerilci razvili su tajne raketne bacače pod imenom "Kaćuša", kojima su uspješno uništavali njemačke vlakove.
Sovjeti su osvojili Oršu 27. lipnja 1944.

## Poznate osobe
- Lav Vigotski, psiholog
- Igor Železovski‎‎,  brzi klizač